# Domared
En domared är en ed som en ledamot i en svensk domstol måste avlägga för att kunna tjänstgöra som lagfaren domare eller nämndeman.
Eden avläggs med försäkran på heder och samvete inför domstolen eller rättens ordförande. I gammeldags formuleringar försäkrar man att man skall döma så rättvist som möjligt och aldrig ta några ovidkommande hänsyn. Man lovar också att inte sprida ut eller tala om för andra sådant som förekommit vid rättegången och som inte skall bli offentligt, till exempel vad som sagts vid rättens enskilda överläggning. Den som svär eden lämnar genom domareden långtående försäkringar om att de i sin dömande verksamhet skall tillämpa de svenska rättsreglerna och inte låta sig påverkas av var de politiskt hör hemma.
Domareden regleras i 4 kap. 11 § rättegångsbalken och lyder:
| ” | Jag N.N. lovar och försäkrar på heder och samvete, att jag vill och skall efter mitt bästa förstånd och samvete i alla domar rätt göra, ej mindre den fattige än den rike, och döma efter Sveriges lag och laga stadgar; aldrig lag vränga eller orätt främja för släktskap, svågerskap, vänskap, avund, illvilja eller räddhåga, ej heller för mutor och gåvor eller annan orsak, under vad sken det vara må; ej den saker göra, som saklös är, eller den saklös, som saker är. Jag skall varken förr, än domen avsäges, eller sedan uppenbara dem, som till rätta gå, eller andra de rådslag rätten inom stängda dörrar håller. Detta allt vill och skall jag som en ärlig och uppriktig domare troget hålla. | „ |